# Збірна Філіппін з футболу
Збірна Філіппін з футболу — представляє Філіппіни на міжнародних футбольних змаганнях. Контролюється Футбольною федерацією Філіппін. Вона ніколи не потрапляла на Чемпіонат світу з футболу, а у фінальних частинах Кубка Азії дебютувала лише 2019 року. Станом на 3 квітня 2025 посідає 146-e місце у рейтингу футбольних збірних світу. Філіппіни — одна з найстаріших національних команд в Азії, проте вони ніколи не мали якихось значних успіхів на міжнародній арені. На сьогодні це одна з найслабших команд в світі.

## Чемпіонат світу
- з 1930 по 1938 — не брала участь
- 1950 — знялась зі змагань
- з 1954 по 1970 — не брала участь
- 1974 — знялась зі змагань
- з 1978 по 1994 — не брала участь
- з 1998 по 2002 — не пройшла кваліфікацію
- з 2006 по 2010 — не брала участь
- з 2014 по 2026 — не пройшла кваліфікацію

## Кубок Азії
- 1956 — не пройшла кваліфікацію
- 1960 — не пройшла кваліфікацію
- 1964 — знялась зі змагань
- 1968 — не пройшла кваліфікацію
- 1972 — знялась зі змагань
- 1976 — знялась зі змагань
- 1980 — не пройшла кваліфікацію
- 1984 — не пройшла кваліфікацію
- 1988 — не брала участь
- 1992 — не брала участь
- 1996 — не пройшла кваліфікацію
- 2000 — не пройшла кваліфікацію
- 2004 — не брала участь
- 2007 — не брала участь
- 2011 — не пройшла кваліфікацію
- 2015 — не пройшла кваліфікацію
- 2019 — груповий етап
- 2023 — не пройшла кваліфікацію